# Patinação artística na Universíada de Inverno de 2001 - Dança no gelo
A competição de dança no gelo da patinação artística na Universíada de Inverno de 2001 foi realizada em Zakopane, Polônia.

## Medalhistas
| Ouro   | UKR Elena Grushina / Ruslan Goncharov   |
| Prata  | POL Sylwia Nowak / Sebastian Kolasiński |
| Bronze | RUS Svetlana Kulikova / Arseni Markov   |

## Resultados

### Geral
| Pos.              | Nome                                    | Nacionalidade    | Pontos | DC1 | DC2 | DO | DL |
| ----------------- | --------------------------------------- | ---------------- | ------ | --- | --- | -- | -- |
| Medalha de ouro   | Elena Grushina / Ruslan Goncharov       | Ucrânia          | 2.0    | 1   | 1   | 1  | 1  |
| Medalha de prata  | Sylwia Nowak / Sebastian Kolasiński     | Polônia          | 4.4    | 2   | 4   | 2  | 2  |
| Medalha de bronze | Svetlana Kulikova / Arseni Markov       | Rússia           | 6.0    | 3   | 3   | 3  | 3  |
| 4                 | Agata Błażowska / Marcin Kozubek        | Polônia          | 8.4    | 4   | 6   | 4  | 4  |
| 5                 | Barbara Hanley / Alexandr Kirsanov      | Azerbaijão       | 10.6   | 6   | 7   | 5  | 5  |
| 6                 | Ekaterina Gvozdkova / Timur Alaskhanov  | Rússia           | 11.6   | 5   | 5   | 6  | 6  |
| 7                 | Julia Golovina / Oleg Voyko             | Ucrânia          | 14.4   | 8   | 8   | 7  | 7  |
| 8                 | Véronique Delobel / Olivier Chapuis     | França           | 16.0   | 7   | 4   | 8  | 9  |
| 9                 | Valentina Anselmi / Fabrizio Pedrazzini | Itália           | 17.0   | 9   | 9   | 9  | 8  |
| 10                | Anastasia Belova / Ilia Isaev           | Rússia           | 20.0   | 10  | 10  | 10 | 10 |
| 11                | Aleksandra Kauc / Filip Bernadowski     | Polônia          | 22.0   | 11  | 11  | 11 | 11 |
| 12                | Yang Tae-hwa / Lee Chuen-gun            | Coreia do Sul    | 24.4   | 14  | 12  | 12 | 12 |
| 13                | Caroline Truong / Sylvain Longchambon   | França           | 26.2   | 12  | 15  | 13 | 13 |
| 14                | Martina Kvarcakova / Ota Jandejsek      | República Tcheca | 27.8   | 13  | 14  | 14 | 14 |
| 15                | Maryana Kozlova / Sergei Baranov        | Ucrânia          | 29.6   | 15  | 13  | 15 | 15 |
| 16                | Rie Arikawa / Kenji Miyamoto            | Japão            | 32.0   | 16  | 16  | 16 | 16 |
| 17                | Wang Rui / Zhang Wei                    | China            | 34.0   | 17  | 17  | 17 | 17 |
| 18                | Dora Somogyi / Krisztian Zsibrita       | Hungria          | 36.0   | 18  | 18  | 18 | 18 |

Legenda
| Recorde mundial      | Recorde mundial (World record)               |                       | Recorde africano                      | Recorde africano (African) |                                           | Q | Classificado por posição (Qualified) |
| Recorde olímpico     | Recorde olímpico (Olympic record)            | Recorde da América    | Recorde da América (Americas)         | q                          | Classificado por melhor tempo (Qualified) |   |                                      |
| Melhor marca do ano  | Melhor marca do ano (World leading)          | Recorde asiático      | Recorde asiático (Asian)              | DNS                        | Não largou (Did not start)                |   |                                      |
| Recorde nacional     | Recorde nacional (National record)           | Recorde europeu       | Recorde europeu (European)            | DNF                        | Não terminou (Did not finish)             |   |                                      |
| Recorde pessoal      | Recorde pessoal do atleta (Personal best)    | Recorde da Oceania    | Recorde da Oceania (Oceania)          | DSQ / DQ                   | Desclassificado (Disqualified)            |   |                                      |
| Recorde da temporada | Recorde da temporada do atleta (Season best) | Recorde sul-americano | Recorde sul-americano (South America) | NM                         | Sem marca (No mark)                       |   |                                      |